# Yul Anderson

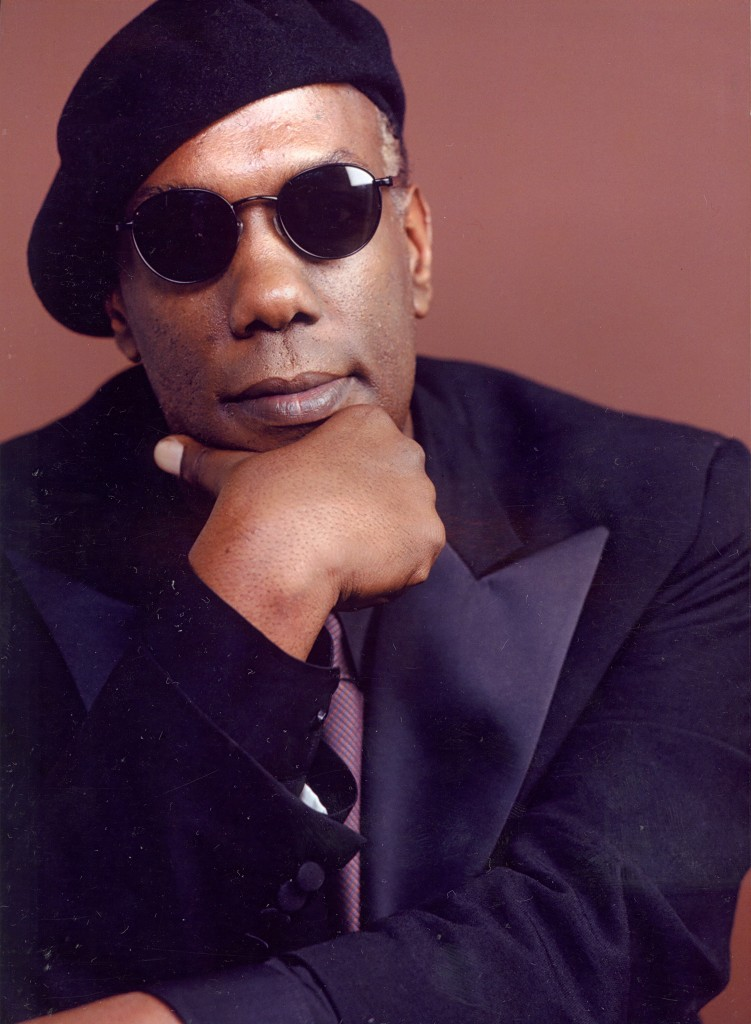
Yul Anderson

Yul Anderson (* 23. April 1958 in Sacramento, Kalifornien; † 21. November 2021 ebendort) war ein US-amerikanischer Pianist, Gitarrist und Sänger, der eine Mischung aus Gospel, Blues und Soul sowie Klassik des 18. und 19. Jahrhunderts spielte.

## Leben und Werk

### Musikalisches Schaffen
Yul Anderson wuchs im kalifornischen Vallejo auf. Seine Mutter war Sozialarbeiterin; sein Vater, mit Künstlernamen John Kasandra, wurde als “father of urban blues” betitelt und veröffentlichte in den sechziger Jahren unter Stax Records und später Capitol Records mehrere Hits.

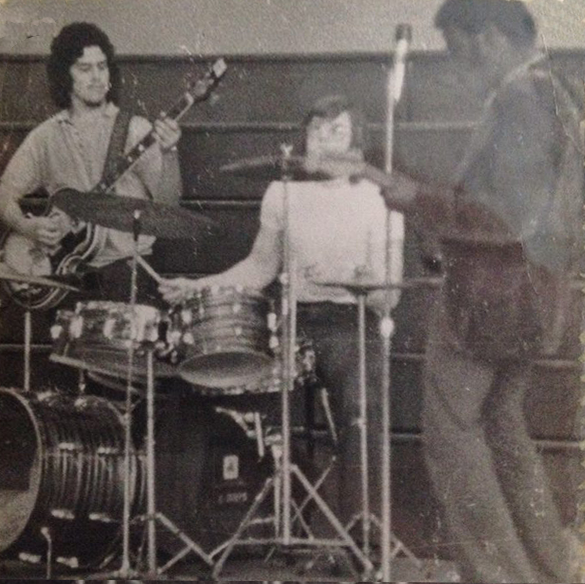
Yul Anderson spielt das erste Jimi Hendrix-Memorial Konzert, Vallejo/Kalifornien, 1972

Yul Anderson selbst spielte bereits mit 8 Jahren Gitarre und trat mit zwölf im Vorprogramm von Ray Charles auf. Im Alter von vierzehn Jahren brachte er sich selbst das Klavierspielen bei.
In diesen jungen Jahren kamen seine musikalischen Einflüsse aus Gospel und Blues, von Vorbildern wie Mahalia Jackson, BB King, Muddy Waters und Jimi Hendrix.
Neben seinem Schaffen als Pianist hat Anderson sein Gitarrenspiel perfektioniert und 1972 als Pionier das erste Jimi Hendrix-Memorial Konzert gespielt. Bis heute gibt er regelmäßig Gitarrenkonzerte unter dem Titel "Yul Anderson Plays Jimi Hendrix".
In den 80ern initiierte er in Europa im Rahmen von Amnesty International gemeinsam mit dem britischen Pressechef der Organisation, Richard Reoch, den “Multi-Cultural Entertainment Circuit”, der eine große Anzahl erfolgreicher Benefizkonzerte in verschiedenen europäischen Ländern organisierte.
Er selbst gab in ganz Europa Solo-Pianokonzerte zugunsten der Menschenrechtsorganisation. Seit 1983 lebt er in Dänemark. Er gibt Straßenkonzerte und tritt gleichzeitig in den namenreichsten Konzertsälen auf. Er ist zudem der erste Künstler, der Livekonzerte in Planetarien spielte.
2002 verwendete John Malkovich Andersons Solo-Klavierversion von Bob Dylan s „All Along The Watchtower“ in seinem Regiedebüt „Der Obrist und die Tänzerin“.
2005 wurde Anderson aufgrund seines jahrelangen Einsatzes für Friedensprojekte für den Friedensnobelpreis nominiert.

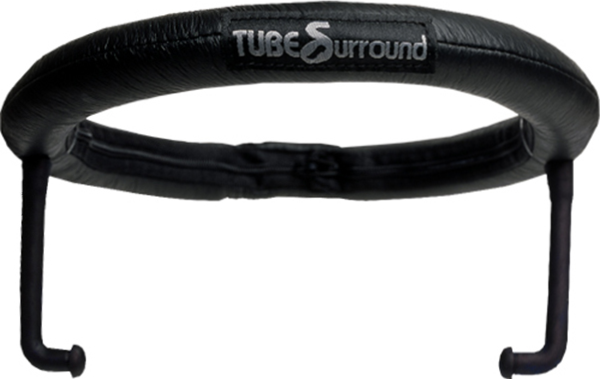
HaloSurround-Kopfhörer, Erfindung von Yul Anderson

In seiner Musik verarbeitet Anderson Einflüsse von Jimi Hendrix und Bob Dylan bis hin zu Johann Sebastian Bach; bei seinen Auftritten interpretiert er seine eigenen Stücke ständig neu.

### Erfindertätigkeit
Yul Anderson, der an der University of California, Davis, in Rhetorik und Wirtschaftswissenschaften  graduierte, hat neben seiner musikalischen Tätigkeit mehrere Erfindungen patentieren lassen, darunter HaloSurround, ein neuartiges Surround Sound-Kopfhörersystem, das über sechs oder mehr kreisförmig um den Kopf angeordnete Lautsprecher verfügt.

## Diskografie
- “Nightbird”, NBE Records
- “The Wind Starlight”, NBE Records
- “Velvet Moon”, NBE Records
- "Eyes of the Sun”, NBE Records
- "Fragile Sunrise", NBE Records

## Filmdokumentation
- Yul Anderson – Live In Concert. 2004, 130 Min., Production: NBE Production/Sun Studios, 5.1 Dolby Digital and DTS Surround Sound Mix.